# Attentat du métro Barbès
L'assassinat du métro Barbès est la réponse de la Résistance à Paris sous l'Occupation allemande de l'exécution sommaire de deux jeunes manifestants contre l'occupant nazi. Un militaire de la Marine allemande, l'aspirant Alfons Moser, est tué par un jeune communiste, Pierre Georges (dit colonel Fabien), le 21 août 1941, à la station du métro parisien Barbès – Rochechouart.

## Contexte et préparation
Cet attentat et ceux qui suivent sont réalisés dans le but d'aider l'URSS en obligeant le Reich à maintenir des troupes à l'Ouest et, en provoquant des répressions, à éloigner les populations occupées des occupants. Le Parti rassemble et entraîne une vingtaine de jeunes lors de l'été 1941, formant ainsi les Bataillons de la jeunesse. Certains de ces jeunes participent à une manifestation à Strasbourg – Saint-Denis le 13 août, lors de laquelle Samuel Tyszelman et Henri Gautherot sont arrêtés, puis exécutés dans le bois de Verrières le 19 août. Le premier attentat du groupe est aussi un acte de représailles après cette exécution. 
La date du 21 est choisie en référence à l'invasion de l'Union soviétique exactement deux mois plus tôt. Quant à la station Barbès - Rochechouart, elle présente l'avantage, grâce à la courbure prononcée de son quai (on ne voit pas ce qui se passe à l'autre extrémité de la rame),  d'offrir une possibilité de fuite, notamment via l'autre ligne de métro (aérien) qui la dessert. À un moment de leurs préparatifs, les jeunes communistes se rendent compte qu'ils pourraient tout aussi bien pousser l'Allemand sur la voie au moment où la rame entre, mais cette idée fut repoussée parce qu'ils voulaient qu'il soit manifeste que la mort serait le résultat d'un attentat et non d'un accident.

## Déroulement
Pierre Georges, dit « Frédo » (plus tard le « colonel Fabien »), exécute ainsi le premier attentat meurtrier contre les troupes d'occupation. Il donne rendez-vous à ses camarades à 8 h le 21 août dans la station de métro Barbès - Rochechouart. Gilbert Brustlein est présent auprès de Pierre Georges pour l'assister et assurer sa protection lors de son repli, tandis que deux autres militants — Gueusquin et Zalkinow — sont aux extrémités du quai pour observer et rendre compte. Avec deux balles de 6,35, Frédo abat un militaire de la Kriegsmarine dont l'uniforme le fait penser à un officier. Les jeunes gens prennent ensuite la fuite grâce à l'autre ligne de métro. Le militaire est en fait l'aspirant Alfons Moser, simple auxiliaire d'intendance.

## Conséquences

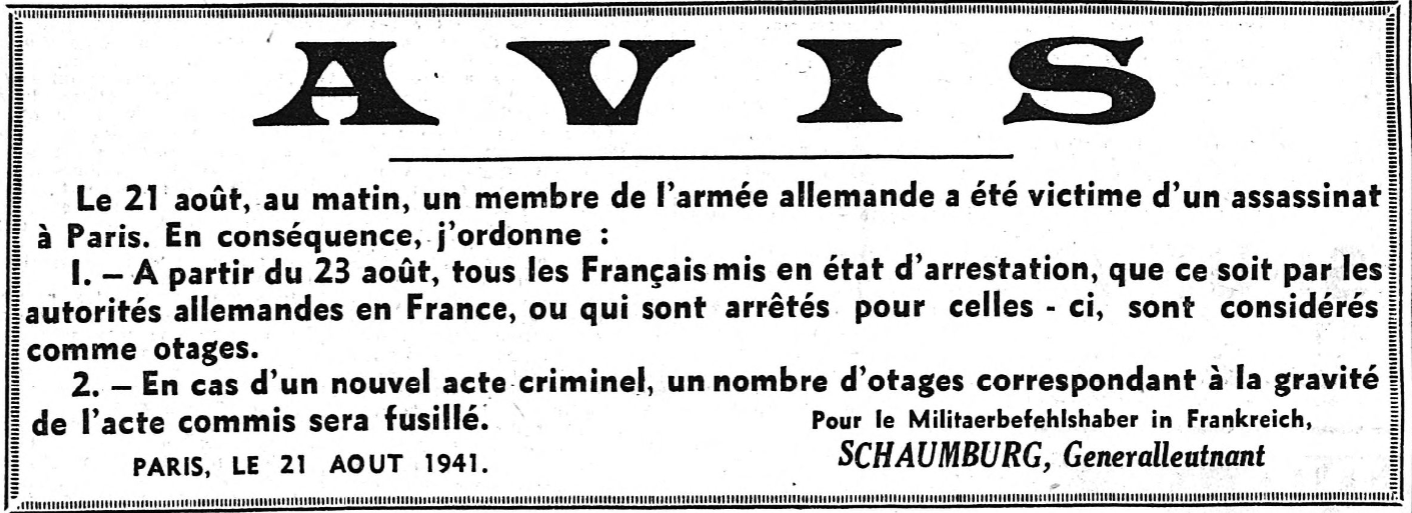
Communiqué des forces d'occupation allemandes en France dans le journal collaborationniste Le Matin du 23 août 1941 suite à l'attentat du métro Barbès du 21 août 1941.

L'enquête est menée conjointement par les polices allemande et française. L'attentat marque l'entrée du Parti communiste dans la Résistance armée. Pour la logique de représailles qu'il enclenche contre des populations civiles, il est alors condamné par des personnalités aussi diverses que Marcel Cachin (qui condamne les attentats individuels dans sa déposition du 21 octobre 1941, faite à la suite de son arrestation par la Gestapo) ou que des résistants comme Henri Frenay, Emmanuel d'Astier de La Vigerie ou Jean-Pierre Lévy.
Maurice Schumann déclare le 28 août 1941 à Radio Londres : « Les coups de feu tirés par le jeune français sont la suite logique, fatale, inéluctable de l'attentat permanent contre la nation française par l'ennemi et ses complices […] l'attentat appelle l'attentat. »
Cet attentat est suivi de la mise en place par Vichy de tribunaux d'exception, les sections spéciales, chargées de la répression, qui prononcent trois condamnations à mort de communistes — Émile Bastard, Abraham Trzebrucki et André Bréchet — exécutés le 28 août, et une condamnation aux travaux forcés à perpétuité, celle du journaliste communiste Lucien Sampaix, qui sera fusillé le 15 décembre 1941 par les Allemands. Après cet attentat, et ceux qui suivent, Hitler ordonne l'exécution de 100 otages.
Mais Otto von Stülpnagel répugne à des représailles massives parce qu'il comprend et veut déjouer l'intention politique du Parti communiste. Il mise de préférence sur la traque policière des auteurs d'attentats, qui est très efficace, et sur des exécutions ponctuelles d'otages choisis parmi les personnalités communistes de premier plan, comme Gabriel Péri, et de quelques résistants gaullistes. Parmi ceux-ci, Honoré d'Estienne d'Orves, Jan Doornik et Maurice Barlier (condamnés à mort trois mois plus tôt) dont le courage à leur procès avait suscité l'admiration des juges du tribunal allemand. Par ailleurs, dans l'intention de tourner la population contre les « terroristes », von Stülpnagel présente la résistance communiste comme étrangère, et plus précisément comme « judéo-bolchévique ». Sa répression prend donc la forme des premières rafles de Juifs, dont beaucoup sont d'origine étrangère, dans le onzième arrondissement de Paris. Les premières fusillades massives d'otages communistes, sur l'insistance expresse d'Hitler, font suite à l'attentat de Nantes, le 20 octobre 1941, où un jeune communiste de l'Organisation spéciale Gilbert Brustlein, l'adjoint de Pierre Georges à Barbès, exécute le commandant Karl Hotz, chef de la Kommandantur. La plus célèbre de ces exécutions de masse, du 22 octobre 1941, est celle de Châteaubriant, où périt Guy Môquet.
Le 23 octobre, le général de Gaulle parle depuis Londres pour exprimer à la fois son désaccord tactique concernant ces attentats (contrairement aux communistes, il ne veut pas de guérilla urbaine en France métropolitaine) et son soutien moral : « Il est absolument normal et absolument justifié que des Allemands soient tués par les Français. Si les Allemands ne voulaient pas recevoir la mort de nos mains, ils n'avaient qu'à rester chez eux […] Mais il y a une tactique à la guerre et la guerre doit être conduite par ceux qui en ont la charge […] ». Et après les représailles allemandes, il confie à son entourage : « c'est dans ce sang que se noiera la Collaboration ».
La poursuite des attentats et l'engrenage répressif qui en résulte conduisent Otto von Stülpnagel à la démission, le 15 février 1942. Il est remplacé comme commandant militaire par son cousin Carl-Heinrich von Stülpnagel, mais l'essentiel est que les prérogatives de l'armée sont rognées après l'installation à Paris d'une antenne SS dirigée par Carl Oberg en mai 1942, allant de pair avec un renforcement de la Gestapo. L'action des résistants communistes est surtout politique. Il s'agit d'empêcher la France de tomber dans la « collaboration loyale » voulue par Vichy. Militairement, son impact est plus limité.

## Cinéma et télévision
- 1975 : Section spéciale, film retraçant la mise en place des sections spéciales en France pendant la Seconde Guerre mondiale[11].
- 1985 : Des Terroristes à la retraite
- 2014 : Résistance, mini-série.